# Semerovo
Semerovo (Hongaars:Komáromszemere) is een Slowaakse gemeente in de regio Nitra, en maakt deel uit van het district Nové Zámky.
Semerovo telt 1365 inwoners.